# Cercospora althaeina
Cercospora althaeina är en svampart som beskrevs av Sacc. 1878. Cercospora althaeina ingår i släktet Cercospora och familjen Mycosphaerellaceae.   Inga underarter finns listade i Catalogue of Life.